# Grafschaft Boulogne

Wappen der Grafschaft Boulogne

Die Grafschaft Boulogne (ehemals niederländisch Graafschap Bonen, lateinisch Comitatus Bononiensis) lag im heutigen Norden Frankreichs, am Ärmelkanal im Département Pas-de-Calais. Ihr Hauptort war die heutige Hafenstadt Boulogne-sur-Mer.
Zur Familie der Grafen von Boulogne gehören neben anderen:
- Eustach II., Graf von Boulogne
- Gottfried von Bouillon, Anführer des Ersten Kreuzzugs
- Balduin I., König von Jerusalem

## Geschichte
Ursprünglich war das Boulonnais ein Pagus der Civitas der Moriner. Sein Gebiet erstreckte sich von der Canche im Süden bis zur nördlichen Grenze der Grafschaft Guînes und der Herrschaft Ardres.
Das Boulonnais ging vermutlich Ende des 9. Jahrhunderts an Balduin II. von Flandern über; sicher ist, dass sein Adalolf von Boulogne die Herrschaft übernahm. Die Grafen von Boulogne übten die Herrschaft bis zum Ende des 12. Jahrhunderts aus. 1191 wechselte das Gebiet im Vertrag von Arras an Frankreich. Über Philipp II. (1212) und dessen Sohn Philipp Hurepel ging die Grafschaft 1259 an Robert V., den Grafen der Auvergne. Zwei Gebiete, das Marck und Calais wurden dabei abgetrennt und wieder mit dem Artois vereint.
Die Vertreter der Grafschaft schlossen sich in den Niederlanden den Generalstaaten von 1464 in Brügge an. Beim Tod Karls des Kühnen (1477) forderte Ludwig XI. der Kluge, der König von Frankreich, das Ende der Abhängigkeit Boulognes von der Grafschaft Artois, was zu neuen Kämpfen gegen die Habsburger führte. Der Vertrag von Senlis (1493) löste das Problem: Frankreich verlor Artois an das Reich, während die Habsburger auf Boulogne verzichteten.
Nach der Annexion des Boulonnais durch Ludwig XI. (Februar 1477) wurde die Grafschaft in die Militärregierung der Picardie eingegliedert und zu einer Ballei der Generalität von Amiens.

## Liste der Grafen von Boulogne
- Wiberus (Wibertus?, Wigbertus?, Wicbertus?, Wibert?, …) um 570 [Großvater mütterlicherseits des austrasischen Hausmeiers Ansegisel, Sohn des Arnulf, Bischof von Metz][3]
- Ragnhard, um 800
- Hernequin, um 888
- Odoacar V. der Große, bis 914
- Inglebert, bis 941
- Odoacar VI., bis 954

### Haus Flandern
- Adalolf (Æthelwulf), † 933, Sohn des Grafen Balduin II. von Flandern
- Arnulf I., † 964, Bruder von Adalolf, Graf von Flandern
- Balduin I., † 962, Sohn von Arnulf I.
- Arnulf II., † nach 31. Januar 972, Sohn von Adalolf
- Balduin II. † wohl 1033, vermutlich Sohn von Arnulf II.

### Haus Boulogne
- Eustach I. 1033-um 1048; ⚭ Mathilde, Tochter des Grafen Lambert I. von Löwen
- Eustach II. († um 1090)
- Eustach III. († 1125)
- Matilda (1105–1152) ⚭ Stephan von Blois († 1154) König von England

### Haus Blois
- Eustach IV., Sohn Stephans, 1150–1153
- Wilhelm, Bruder Eustachs, 1153–1159
- Maria († 1180), Schwester Wilhelms, ⚭ Matthäus von Elsass, Graf von Flandern

### Haus Châtenois
- Matthäus von Elsass, Graf von Flandern, Ehemann Marias († 1180), 1159–1173
- Ida von Elsass, 1173–1216, Tochter Matthäus’, ⚭ Rainald, Graf von Dammartin

### Haus Mello
- Rainald, Graf von Dammartin, 1191–1227, Ehemann Idas
- Mathilde, 1227–1259, Tochter Rainalds
- Philipp Hurepel von Frankreich, 1227–1234, erster Ehemann Matildes
- Alfons III., König von Portugal, 1238–1245, zweiter Ehemann Matildes

### Haus Auvergne
- Robert V., Graf von Auvergne, 1258–1276, Großneffe Idas
- Wilhelm XI., Graf von Auvergne und Boulogne, 1276–1279, Sohn Roberts V.
- Robert VI., Graf von Auvergne und Boulogne, 1279–1314, Bruder Wilhelms XI.
- Robert VII., Graf von Auvergne und Boulogne, 1314–1326, Sohn Roberts VI.
- Wilhelm XII., Graf von Auvergne und Boulogne, 1326–1332, Sohn Roberts VII.
- Johanna I., Gräfin von Auvergne und Boulogne, 1332–1360, Tochter Wilhelms XII., durch Ehen Herzogin von Burgund und Königin von Frankreich
- Philipp I., Sohn Johannas, Graf von Auvergne und Boulogne, 1360–1361, Herzog von Burgund
- Johann I., Graf von Auvergne und Boulogne, 1361–1386, Bruder Wilhelms XII.
- Johann II., Graf von Auvergne und Boulogne, 1386–1394, Sohn Johanns I.
- Johanna II., Gräfin von Auvergne und Boulogne, 1394–1422, Tochter Johanns II., durch Ehe Herzogin von Berry
- Marie de Montgascon, Gräfin von Auvergne und Boulogne, 1422–1437, Nichte Johanns I., tritt Boulogne 1435 an Burgund ab.

### Haus La Tour
- Bertrand V. de La Tour, 1437-1461, deren Sohn, Herr von La Tour, dann Graf von Auvergne und Graf von Boulogne
- Bertrand VI. de La Tour, 1461–1477, dessen Sohn, Graf von Auvergne, Graf von Boulogne und Herr von La Tour, tauscht 1477 Boulogne gegen Lauragais, Boulogne wird Bestandteil der Krondomäne

### Haus Brienne(englische Verleihung)
- John Beaumont, 1. Viscount Beaumont, Graf von Boulogne, 1438–1460
- William Beaumont, 2. Viscount Beaumont, Graf von Boulogne, 1460–1507